# 海山漁港護港宮
24°45′51″N 120°54′12″E / 24.764277°N 120.903387°E
海山漁港護港宮，是位於臺灣新竹市香山區海山漁港的媽祖廟，為當地居民信仰中心。

## 歷史沿革
- 說法1

護港宮天上聖母聖靈在湄洲修行，于民國乙丑年欽奉玉旨，在蓬萊仙島，尋覓聖地，建造蓮台。民國戊辰年香山漁港落點，經事事變遷，民國癸酉年轉往青山寺，民國丙子年在天行宮降乩，民國丁丑年3月再回香山漁港，暫於3月23日貨櫃安座，經諸多聖事，成立管理委員會，並於民國己卯年4月16日動土重建護港宮，民國庚辰年3月23日落成。
- 說法2

本宮天上聖母聖靈，於民國七十八年由眾人集資雕塑神像一尊安置漁港北岸漁具倉庫內，並與眾多神像一起供奉。民國八十二年遷至內湖神壇青山寺與眾多神尊一齊供奉。民國八十六年元月聖母降乩，先以貨櫃屋蓋廟，並顯靈指示信眾林萬丁、劉永和、鄭貴興等襄助完成，是年農曆三月五日至青山寺請回聖母神像，農曆三月二十三日舉行安座大典。民國八十八年南港天行宮又以降乩方式奉聖母懿旨，指示興建大廟事宜。成立管理委員會，經聖母命名為「護港宮」，並於民國八十九年農曆三月廿三日媽祖誕生日吉時，舉行建廟落成祭典儀式。 

## 照片集

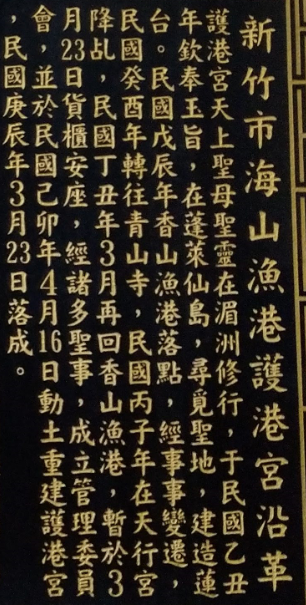
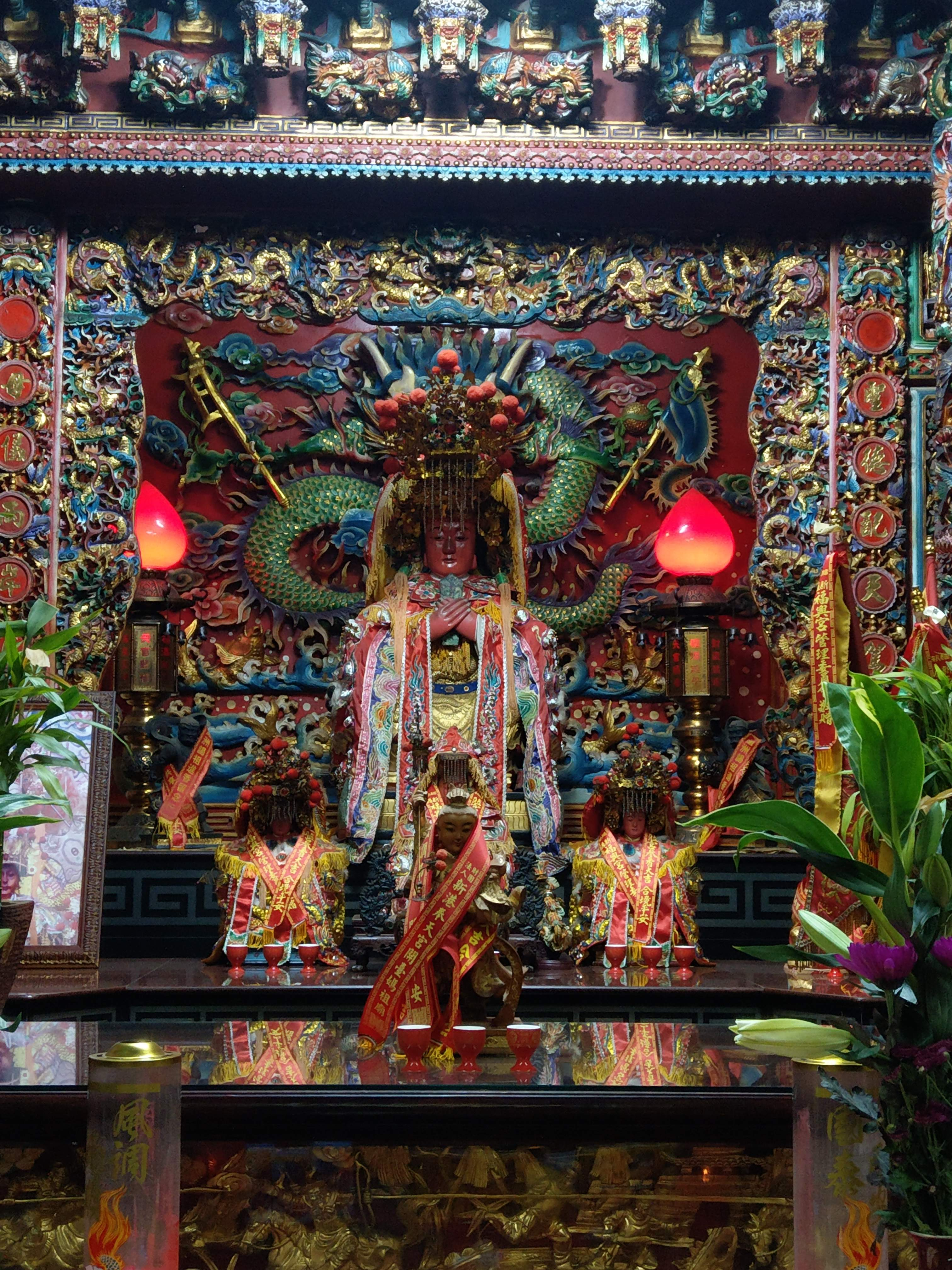
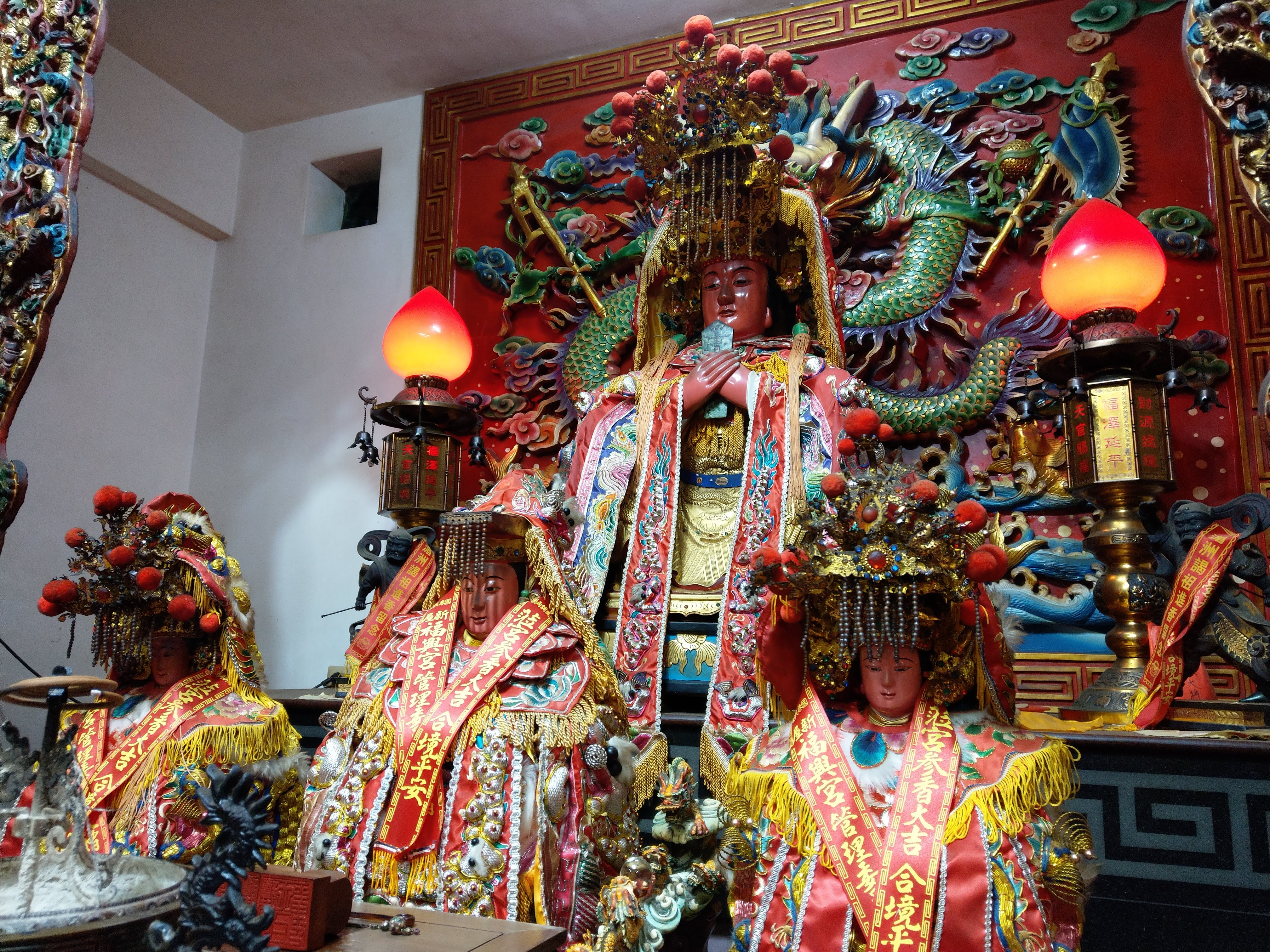
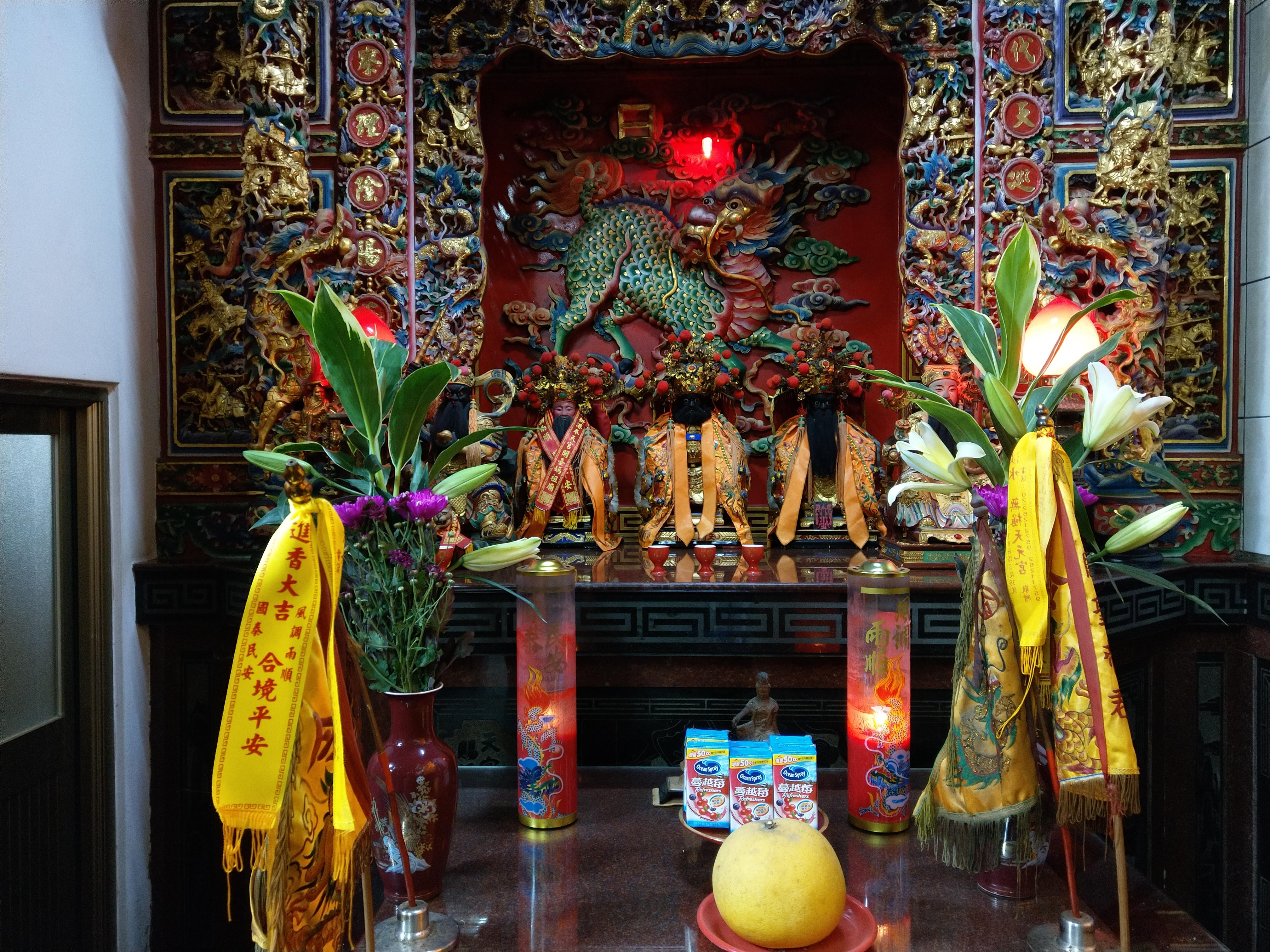
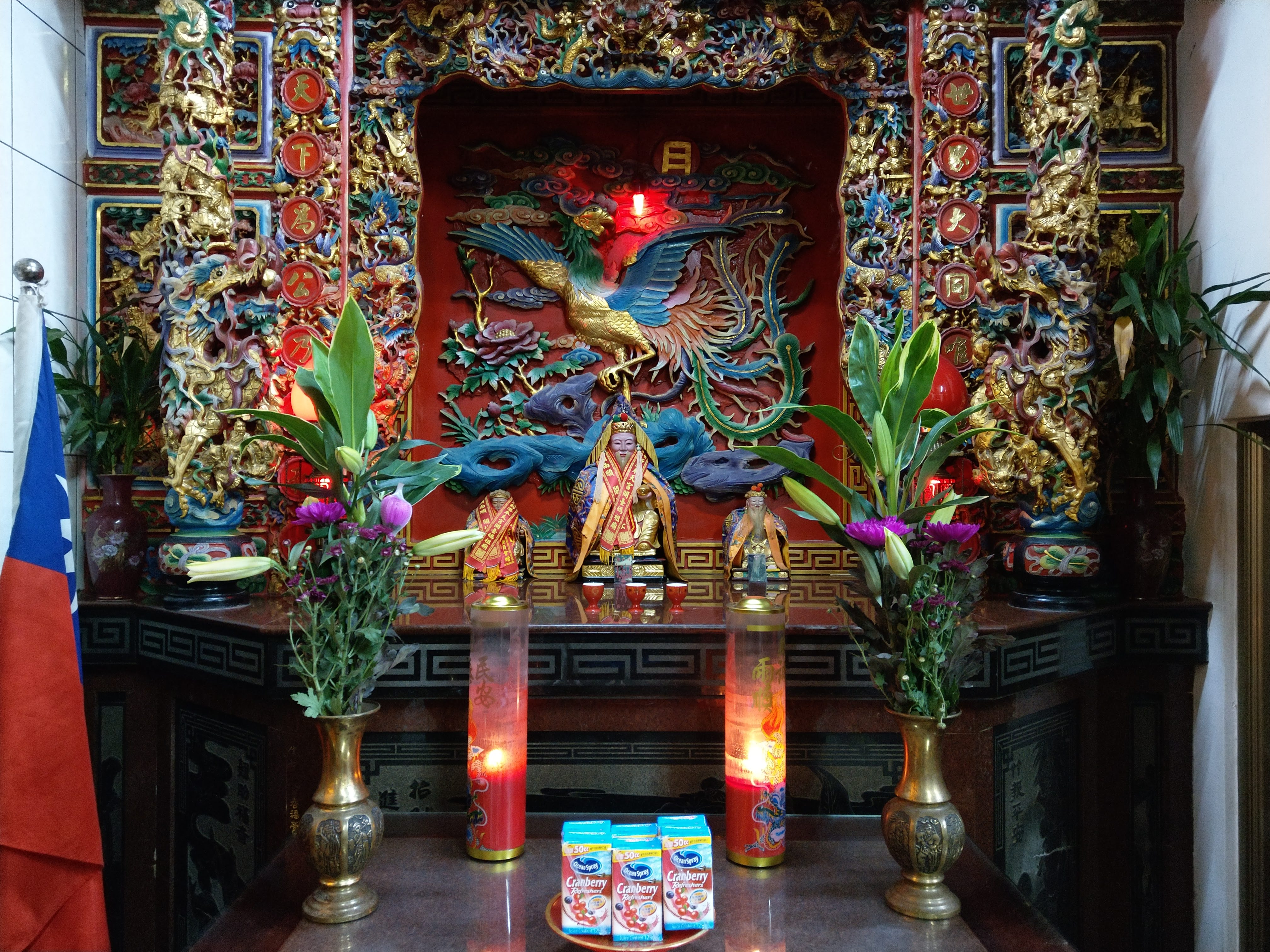
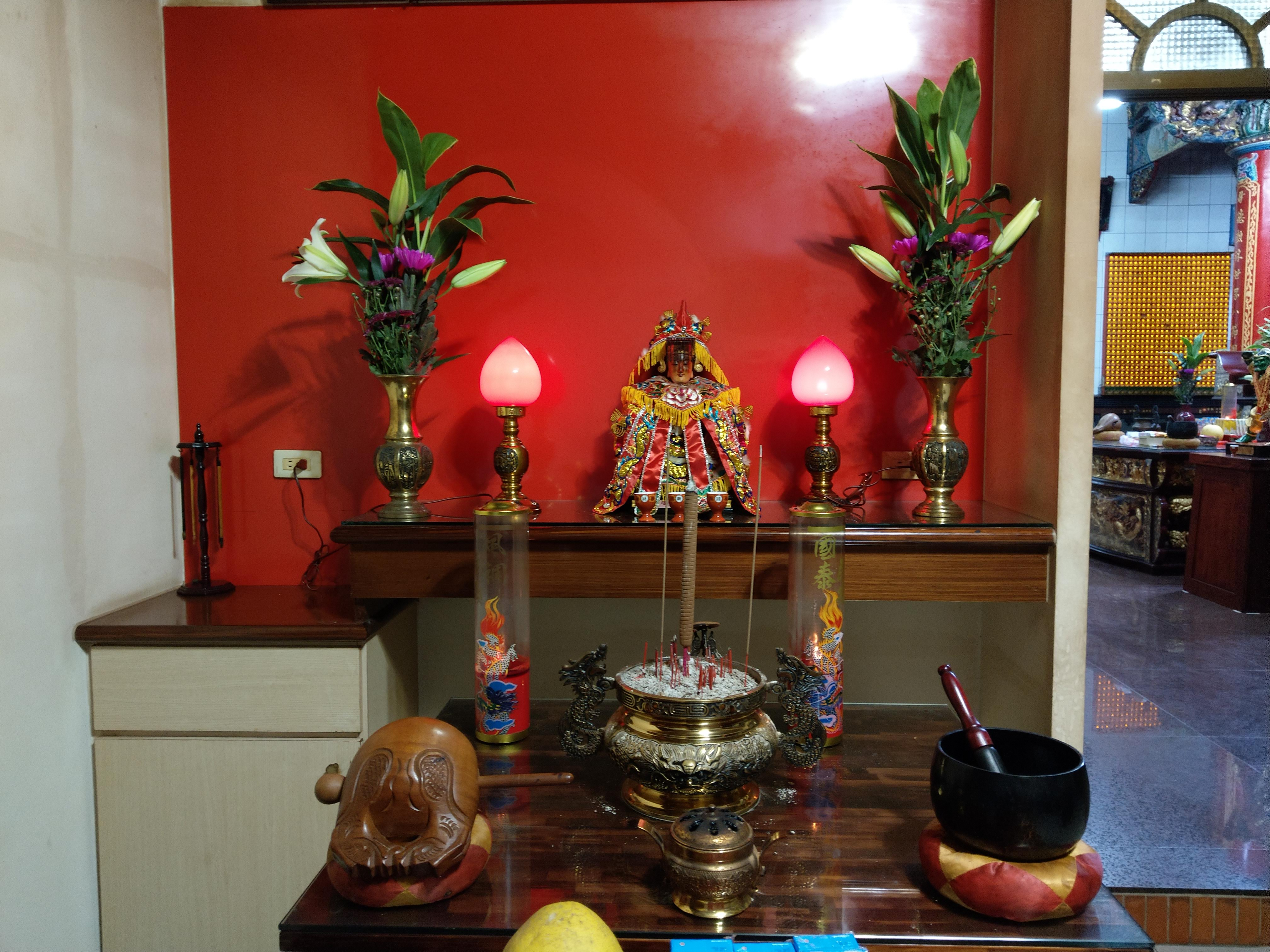
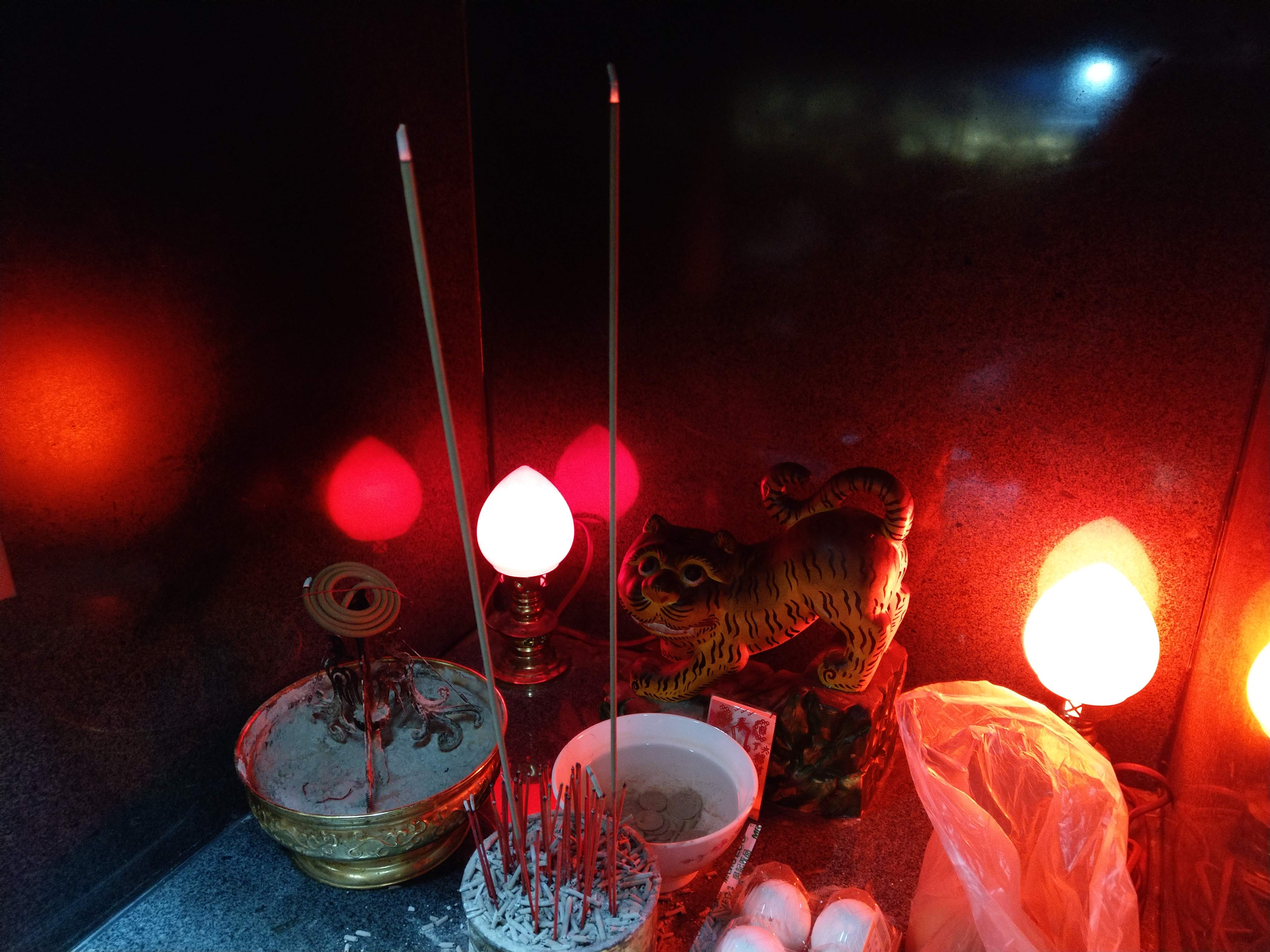

## 奉祀神祇
- 主祀神佛： 
  - 天上聖母

- 陪祀神佛： 
  - 龍邊： 王爺、文財神、武財神
  - 虎邊： 福德正神
  - 其他： 三太子、虎爺、騎龍自在觀音  [4] [5]

## 周邊景點
- 海山漁港
- 香山濕地
- 香山車站 (臺灣)
- 香山天后宮
- 新竹市十九公頃青青草原
- 香山濕地賞蟹步道
- 香山豎琴橋

## 外部連結
- 護港宮媽祖廟facebook
- 新竹市十九公頃青青草原